# Ooencyrtus dirphiae
Ooencyrtus dirphiae är en stekelart som beskrevs av De Santis 1988. Ooencyrtus dirphiae ingår i släktet Ooencyrtus och familjen sköldlussteklar. Inga underarter finns listade i Catalogue of Life.